# دون بلوم
دون بلوم (بالإنجليزية: Don Blum)‏ هو طبال أمريكي، ولد في 15 مايو 1972.

## وصلات خارجية
- الموقع الرسمي
- دون بلوم على موقع ميوزك برينز (الإنجليزية)
- دون بلوم على موقع أول ميوزيك (الإنجليزية)
- دون بلوم على موقع ديسكوغز (الإنجليزية)